# آتوم
آتوم یا تِم از ایزدان آغازین هلیوپولیس و خورشید ایزدی پیش دودمانی در مصر باستان است. آتوم ایزدی است که نامش ظاهراً از ریشه‌ای به معنای «عدم» یا «یگانهٔ کامل» می‌آید و در اصل یکی از ایزدان بومی هلیوپولیس و حیوان مقدس منسوب به او گاو نر مرور (یونانی: mneuis) بود. کاهنان از روزگاران پیشین، او را با راع خدای بزرگ خورشید یکی می‌دانستند. آنان می‌آموختند که پیش از آفرینش، یک روح بی‌شکل که مجموعهٔ همهٔ هستی را با خود داشت پیدا بود و او را آتوم می‌نامیدند. او روزی خود را با نام آتوم-رع آشکار کرد و به وسیله خودارضایی، همهٔ ایزدان، انسان‌ها و موجودات را آفرید. بعدها، آتوم را همچون خورشید در حال غروب یا خورشید پیش از طلوع پنداشتند و آیین وی به شکلی گسترده در سراسر مصر پراکنده شد و همیشه با نام رع همراه بود.
در برخی روایات آتوم همانا ماری است در نون و سرانجام بدین شکل بازمی‌گردد، اما در ارتباط با رع که یکی از هویت‌های اوست مار دشمنش محسوب می‌شود. در افسانه‌های دیگر او به شکل ایزدی با سری چون سر موش مصری نمایان می‌شود و این در پیوند با روایتی است که طی آن وقتی ماری بدو حمله کرد برای دریدن مار به شکل موش مصری درآمد. با این همه آتوم در اغلب روایات به شکل مردی ریشدار و غالباً پیر و در حالتی که به کندی به جانب افق غرب می‌رود و چون خورشید غروب‌کننده تصویر می‌شود. چون آفرینندهٔ ایزدان و انسان‌ها و پدیدآورندهٔ نظم در آسمان و زمین او را خدای دو جهان «دارین» می‌نامند و در چنین نقشی سکنت یا تاج دو طبقه نیل علیا و سفلی بر سر و عصای سلطنتی موسوم به عنخ را که نشان زندگی و نماد قدرت است در دست دارد.

## آفرینش گیتی توسط آتوم
آفرینش گیتی توسط آتوم قدیمی‌ترین افسانه آفرینش مصری است. مطابق این روایت، جهان در آغاز تهی، مملو از آب و شکل‌داده‌نشده بود. وقتی آب‌ها پایین‌تر رفتند، اولین خشکی‌ها پدیدار شدند. آتوم، خدای آفریدگار، در اولین جزیره همه جانداران و چیزها را به وجود آورد. دربارهٔ نحوه آفرینش توسط او روایت‌های مختلفی وجود دارد. در یکی از این روایت‌ها، او خودارضایی کرد (چون نر بود و جفتی هم نداشت) و منی‌اش را در دهان خودش ریخت. با تف کردن منی، شو و تفنوت به وجود آمدند و آنان نسل بشر را پدیدآوردند. داستان آفرینش جهان توسط او، شباهت‌هایی با افسانه آفرینش آدم توسط یهوه دارد:
| آفرینش توسط آتوم                                           | آفرینش آدم و حوا                                            |
| ---------------------------------------------------------- | ----------------------------------------------------------- |
| آسمان و زمینی وجود نداشت                                   | زمین شکل‌نگرفته و تاریک بود (۱:۲)                            |
| هیچ موجود زنده‌ای نبود                                      | هیچ گیاهی نروییده بود زیرا آدمی نبود که در زمین بکارد (۲:۵) |
| با دستان خودم خودارضایی کردم. منی‌ام را در دهان خودم ریختم. | خدا در آدم نفس حیات دمید (۲:۷)                              |
| من خزندگان، کرم‌ها و حشرات را آفریدم.                       | و خدا گفت «زمین همه نوع جانوران را به وجود آوَرَد.» (۱:۲۴)    |

## نگارخانه

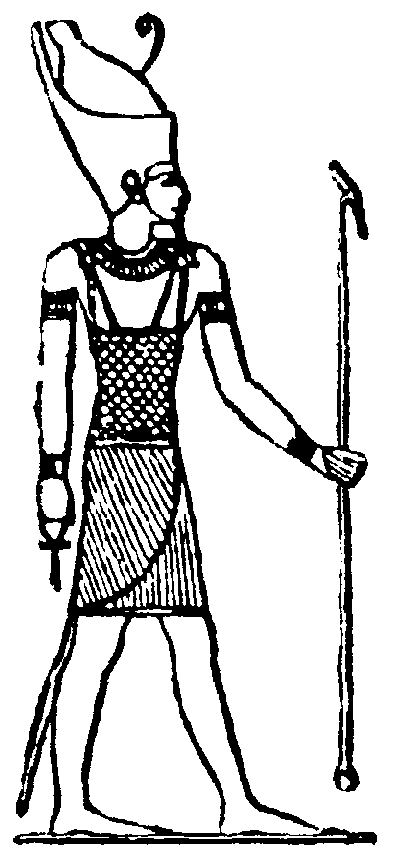
تصویر کامل
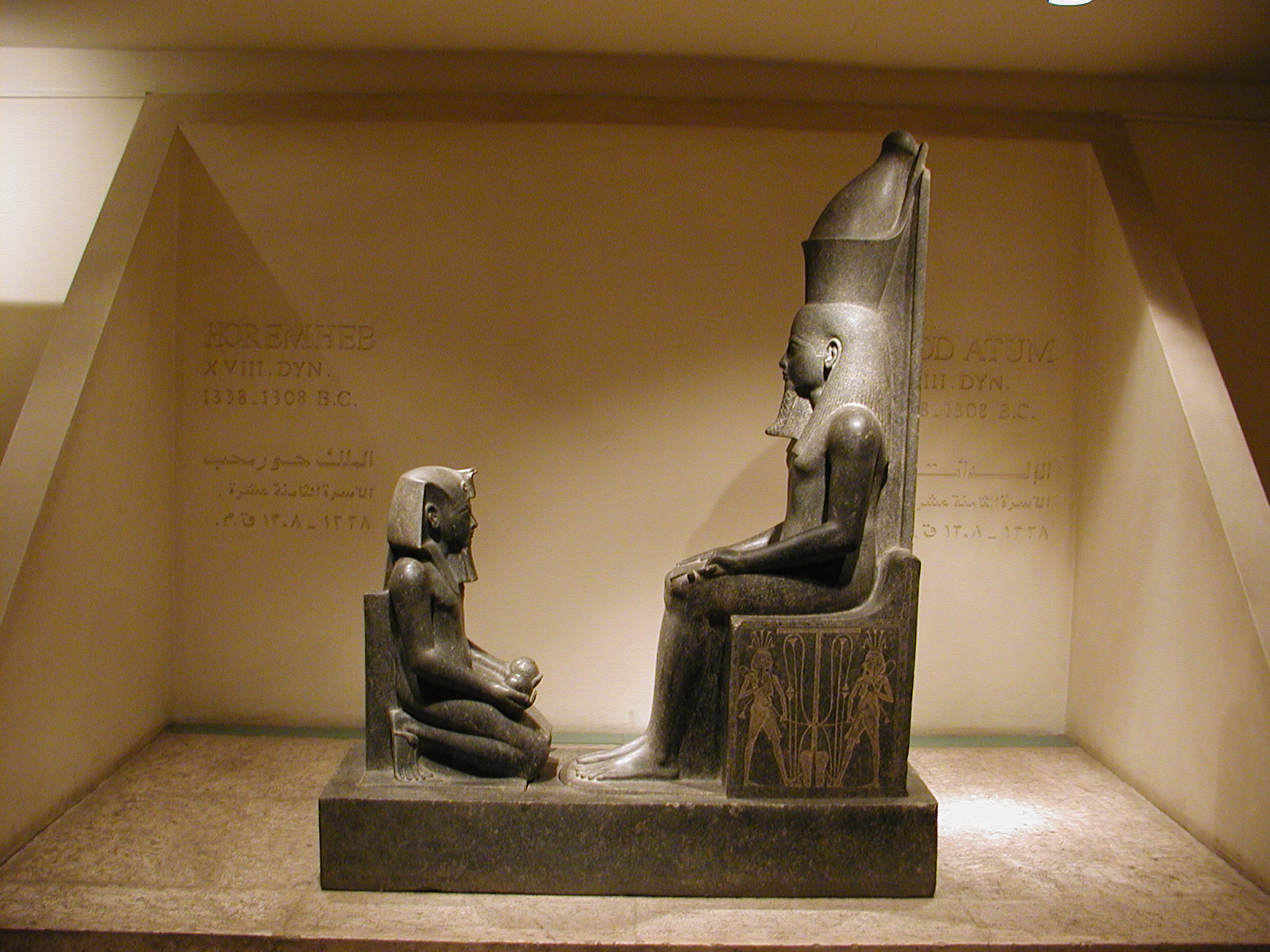
نیایش گاه آتوم
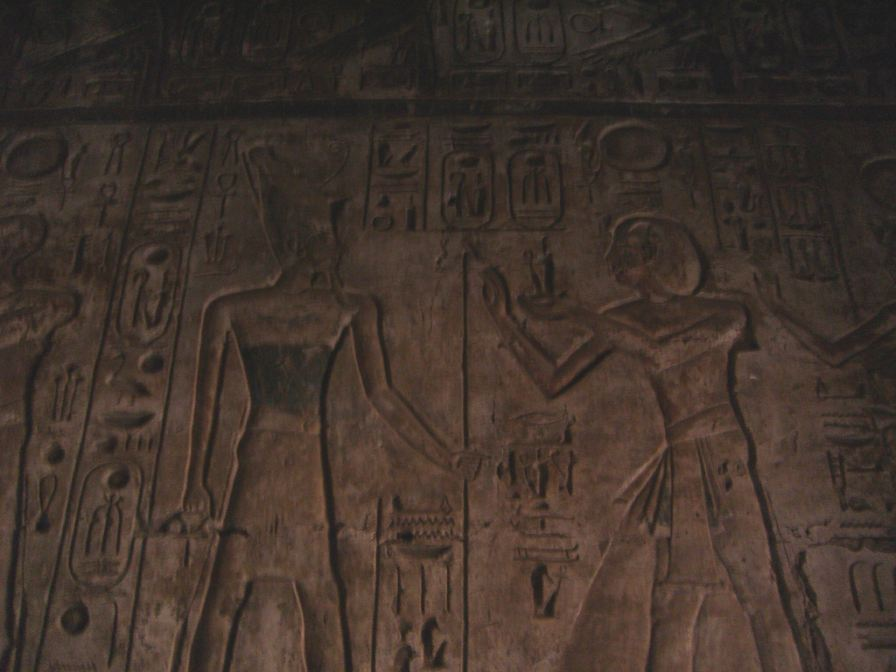
معبد کرنک، رامسس چهارم
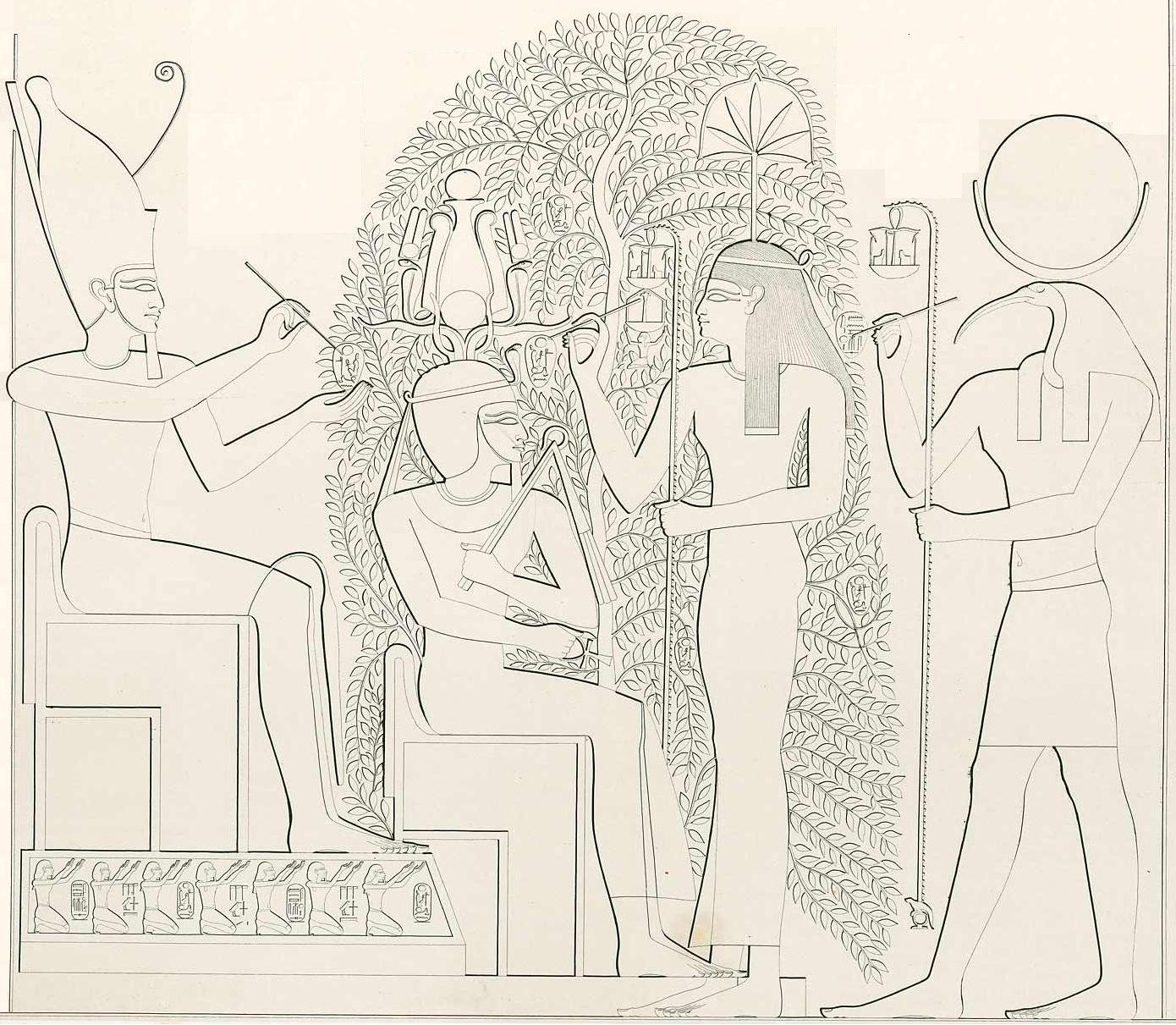
معبد رامسس دوم